# جوليا تسيغلر
جوليا تسيغلر (بالملايوية: Julia Ziegler)‏ هي عارضة وممثلة ماليزية، ولدت في 21 مايو 1973 في كوالالمبور في ماليزيا.